# Instituto Brasileiro de Capoeira Educação
O Instituto Brasileiro de Capoeira-Educação (IBCE) é uma associação de fins não econômicos e organização não governamental cujo propósito é atuar de forma beneficente, promover, apoiar, gerir e desenvolver ações assistenciais e sociais. O IBCE abriga ainda a Biblioteca Ana Paula Araújo, em parceria com a
ONG Favelivro.
Fundado em 2016 por Omri Breda, um dos membros da Gratitude Network, o Instituto Brasileiro de Capoeira Educação (IBCE) tem sua sede no Rio de Janeiro, Brasil. Sua metodologia foi apresentada em congressos e simpósios de diversas instituições, destacando-se pela excelência e inovação. Atualmente, o IBCE possui acordo técnico com o Instituto Benjamin Constant e sua metodologia é componente curricular básico da entidade em seu programa educacional para pessoas cegas e de baixa visão.

## Ação Social
O Instituto Brasileiro de Capoeira-Educação (IBCE) é uma associação de fins não econômicos cujo propósito é atuar de forma beneficente, promover, apoiar, gerir e desenvolver ações assistenciais e sociais nas áreas da educação, cultura, arte e esporte, meio ambiente e comunicação, com atenção especial ao desenvolvimento humano e social através da Capoeira, mas não restrita a ela, no Brasil e em outros países.
Desde a sua fundação, o IBCE tem se destacado em mais de 12 mil projetos, dos quais seis mil foram realizados apenas em 2023 e a sua linha de atuação abrange a preservação, difusão e promoção da cultura da Capoeira, hoje patrimônio imaterial do Brasil e da humanidade, em todas as suas modalidades e expressões. O IBCE atua ainda no fomento à memória e às práticas relacionadas com a diversidade cultural brasileira, especialmente com os legados africanos e indígenas do Brasil, e suas inúmeras expressões culturais.
Faz parte de seu escopo a ação na defesa dos Direitos da Criança, das Mulheres, dos Jovens Encarcerados, das Pessoas com Deficiência, da População em Situação de Rua, das Populações Afro e Indígena Brasileiras e de outras não citadas. 

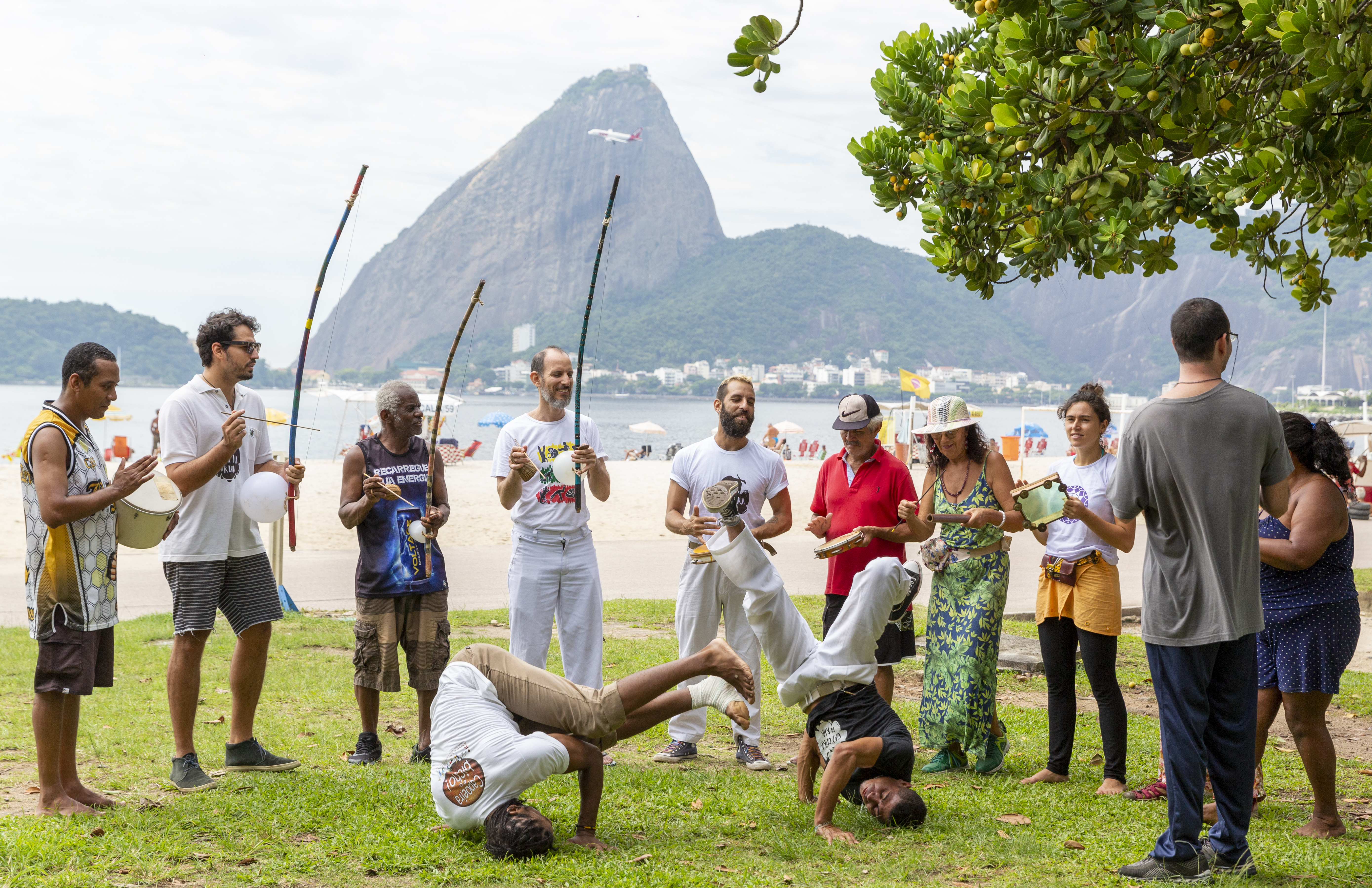
Ação durante um encontro do projeto Capoeira de Rua

A atuação do IBCE ocorre através de diferentes iniciativas, tais como projetos e programas, eventos, seminários e debates, fóruns, cursos, campanhas, publicações, encontros, conferências e congressos, intercâmbios, palestras e outras formas de contato com o público, promovendo, gerindo e executando nos diferentes níveis de educação, ensino e capacitação profissionalizante, acadêmico/tecnológico e extensão em especial a público de perfil socioeconômico de vulnerabilidade e risco social.
Neste sentido destaca-se um leque de ações sociais de impacto regional, como:
- No Instituto Benjamin Constant, o projeto de Capoeira para crianças cegas e com baixa visão[14]
- No DEGASE, a ação educacional com meninos institucionalizados cumprindo medidas socioeducativas[15]
- O Capoeira de Rua, com pessoas em situação de rua[16]
- O IBCE pela Paz, em parceria com o Gingando Pela Paz, a UNESCO e o Viva Rio[16]
- A Formação Profissional em Capoeira-Educação, no Morro da Babilônia, visando à geração de renda e o desenvolvimento humano de jovens[17]
- A Capoeira Nem, com a população LGBTQUIAP+, junto à Casa Nem[18]
- A Roda com Rango, servindo 2500 quentinhas ao ano, em parceria com a Gastromotiva
- Em 2024, o IBCE, por meio do Projeto Brincadeira de Angola, realizou uma Aula Aberta de Capoeira em parceria com o IBC, em celebração ao mês da Consciência Negra.[19]
- Evento no Dia Nacional da Pessoas Com Deficiência Física.[20][21]
- IBCE ganhou o 1° lugar no Edital da Prefeitura do RJ, na Lei Paulo Gustavo, em Educação Anti-Racista para implementação da Profissionalização em Capoeira-Educação, feita com adolescentes no Morro da Babilônia.

- O IBCE integra a Rede Esporte Pela Mudança Social (REMS), rede nacional de organizações que usam o esporte como ferramenta de transformação.[22]

## Reconhecimento
Em 2023, o IBCE foi premiado pelo Observatório do Terceiro Setor como uma das 10 Melhores ONGs de pequeno porte do Brasil.
Ainda neste ano, o IBCE foi certificado com o título de Utilidade
Pública Municipal, pela Câmara de Vereadores do RJ.
Recebeu o prêmio do Jogador Zico no Jogo das Estrelas.
O IBCE foi vencedor do 1º lugar no edital da Prefeitura do Rio (Lei Paulo Gustavo – Educação Antirracista), com projeto de profissionalização de adolescentes em Capoeira-Educação.

Foi reconhecido oficialmente como Ponto de Cultura pelo Ministério da Cultura.
Em 2024, o IBCE também foi certificado com o título de Utilidade Pública Municipal, concedido pela Câmara de Vereadores do Rio de Janeiro.
Em 2024, o IBCE foi uma das instituições premiadas com parte da renda do evento beneficenute Jogo das Estrelas, organizado pelo jogador Zico.